# Grallaria haplonota
Grallaria haplonota là một loài chim trong họ Grallariidae.